# Martina García
Martina García (Bogotá, 27 de junio de 1981) es una actriz colombiana de cine y televisión. Se dio a conocer en los medios de su país a finales de la década de los 90 con su participación en la novela La guerra de las Rosas, interpretando el papel de Caperusa Rojas. A partir de entonces ha realizado apariciones en producciones de cine y televisión de su país, al igual que a nivel internacional. A partir de 2016 interpretó el papel de Maritza Rincón en la popular serie de televisión de Netflix Narcos. y protagonizó la serie web Blanca que se estrenó en Francia.

## Filmografía

### Televisión
| Año       | Título                      | Personaje            | Canal              |
| --------- | --------------------------- | -------------------- | ------------------ |
| 2022      | No fue mi culpa: Colombia   | Juliana              | Star +             |
| 2016      | Blanca                      | Blanca               | Studio+            |
| 2016      | Narcos                      | Maritza Rincón       | Netflix            |
| 2013      | Homeland                    | Esme                 | Showtime           |
| 2011-2012 | Primera dama                |                      | Caracol Televisión |
| 2011      | El sexo débil               | María Ramos          | Cadenatres         |
| 2008      | Plan América                | Adriana Vásquez      | RTVE               |
| 2008      | Tiempo final                | Camila               | Fox Premium        |
| 2008      | Mujeres asesinas            | Juana, corrosiva     | RCN Televisión     |
| 2007-2008 | Pura sangre                 | Ana Gregoria Beltrán | RCN Televisión     |
| 2005-2006 | Juegos prohibidos           |                      | RCN Televisión     |
| 2004-2005 | La saga, negocio de familia | Helena Angarita      | Caracol Televisión |
| 2003-2004 | Amor a la plancha           | Rita Emilia Pulido   | RCN Televisión     |
| 2002-2003 | María Madrugada             | Laura                | Caracol Televisión |
| 2001-2002 | Francisco el matemático     | Antonia Cifuentes    | RCN Televisión     |
| 1999-2000 | La guerra de las Rosas      | Caperusa Rojas       | Caracol Televisión |

## Cine
| Año  | Título                       | Personaje |
| ---- | ---------------------------- | --------- |
| 2021 | Phobias                      | Alma      |
| 2019 | Lo mejor está por venir      | Lucia     |
| 2016 | Backseat Fighter             | Sandy     |
| 2014 | ABC of Death 2               |           |
| 2012 | Operación E                  | Liliana   |
| 2011 | La cara oculta               | Fabiana   |
| 2010 | Biutiful                     |           |
| 2010 | La mosquitera                | Ana       |
| 2010 | No eres tú, soy yo           | Julia     |
| 2009 | Rabia                        | Rosa      |
| 2009 | Amar a morir                 | Rosa      |
| 2009 | Día naranja                  | Sol       |
| 2007 | Satanás                      | Natalia   |
| 2004 | Perder es cuestión de método | Quica     |

## Premios y nominaciones

### Premios TVyNovelas
| Año  | Categoría                              | Telenovela             | Resultado |
| ---- | -------------------------------------- | ---------------------- | --------- |
| 2004 | Mejor actriz protagónica de telenovela | Amor a la plancha      | Nominada  |
| 2001 | Mejor actriz/actor revelación          | La guerra de las rosas | Nominada  |

### Premios India Catalina
| Año  | Categoría                | Telenovela/Serie       | Resultado |
| ---- | ------------------------ | ---------------------- | --------- |
| 2004 | Mejor actriz protagónica | Amor a la plancha      | Nominada  |
| 2000 | Mejor revelación del año | La guerra de las rosas | Nominada  |

### Premios Macondo
| Año  | Categoría              | Película       | Resultado |
| ---- | ---------------------- | -------------- | --------- |
| 2012 | Mejor actriz principal | La cara oculta | Nominada  |